# Ciro Benedettini
Pour les articles homonymes, voir Benedettini.
Ciro Benedettini, né le 28 janvier 1946 à Serravalle (Saint-Marin), est un prédicateur, conférencier, journaliste et prêtre passionniste saint-marinais, directeur adjoint du Bureau de Presse du Saint-Siège entre 1995 et 2016.

## Biographie
En 1962, il entre dans la Congrégation des Passionistes, prononce ses vœux l'année suivante et est ordonné prêtre le 16 septembre 1972.

En 1971, il obtient sa licence en théologie à l'université pontificale salésienne de Rome. De 1973 à 1975, il étudie à l'université Pro Deo à Rome et se perfectionne en théologie et en langues étrangères à l'université pontificale grégorienne. 
Les deux années suivantes, il enseigne les lettres au collège Cesta (FE).
En janvier 1979, il est enregistré comme journaliste professionnel après un stage à Milan pour la Famiglia Cristiana et la Novaradio. Depuis 1979, il dirige le mensuel L'Eco di San Gabriel (TE). 
À partir de cette période, il participe à sept synodes des évêques en tant que coordinateur des traductions du Bulletin d'information. 
De janvier 1992 à mai 1993, il déménage à New York pour un congé sabbatique et prend des cours de communication à l'université de New York ainsi qu'à la New School, où il obtient sa maîtrise en études des médias grâce à sa thèse sur CNN International.
En décembre 1994, il est engagé au Bureau de presse du Saint-Siège par Joaquin Navarro-Valls, et, l'année suivante, il en est nommé directeur adjoint.
Il part à la retraite le 31 janvier 2016.
Le 7 juillet 2016, il reçoit la médaille Pro Ecclesia et Pontifice.

## Prix
- Prix national de journalisme Histoniun, sixième édition, Vasto (7 décembre 1991)
- Prix international Casentino pour le journalisme (2006)
- Prix international Boniface VIII pour le journalisme (22 novembre 2008)